# Bahnhof Dieburg

Der Bahnhof Dieburg liegt an Bahnkilometer 53,2 der Rhein-Main-Bahn (KBS 651), die von Mainz über Darmstadt nach Aschaffenburg führt. Weiter mündet hier die Rodgaubahn (KBS 647) aus Offenbach am Main ein.

## Geschichte
Die Rhein-Main-Bahn wurde durch die Hessische Ludwigsbahn errichtet und nahm am 1. August 1858 ihren Betrieb auf. Das gut erhaltene Empfangsgebäude aus der Anfangszeit der Bahn wurde im Rundbogenstil errichtet. Der Mittelteil ist giebelständig, dreigeschossig und dreiachsig, wobei sich die drei Achsen im Obergeschoss in fünf kleinere Fenster auflösen. Links und rechts des Mittelteils schließt je ein eingeschossiger, ebenfalls dreiachsiger aber traufständiger Seitenflügel an. Soweit ist das Gebäude weitgehend identisch mit dem Empfangsgebäude des Bahnhofs Babenhausen. Im Westen schließt sich in Dieburg allerdings als weiterer Baukörper noch ein ebenfalls eingeschossiger Pavillon mit Walmdach an. Das Empfangsgebäude ist ein Kulturdenkmal nach dem Hessischen Denkmalschutzgesetz.
Die Rodgaubahn wurde am 30. Oktober 1896 eröffnet. Deren südlicher Streckenabschnitt Dieburg–Groß-Zimmern–Reinheim wurde 1965 stillgelegt und abgebaut. Zum 14. Dezember 2003 wurde die Rodgaubahn zwischen Offenbach und Ober-Roden in das Netz der S-Bahn Rhein-Main einbezogen, allerdings ohne den Abschnitt zwischen Ober-Roden und Dieburg. Die Züge der Dreieichbahn, die in Ober-Roden in die Strecke mündet, werden deshalb betrieblich bis Dieburg weiter geführt.
In den Jahren 2000 und 2005 wurde der Bahnhof modernisiert und barrierefrei ausgebaut. Von 2009 bis 2011 wurde der höhengleiche Bahnübergang im Zuge der Landesstraße 3094 beseitigt und durch eine Unterführung ersetzt.

## Gleisinfrastruktur
Der Bahnhof Dieburg weist 5 Bahnsteiggleise auf. Vom Empfangsgebäude her gesehen sind Gleis 1 und 2 die durchgehenden Gleise der Rhein-Main-Bahn. Gleis 3 kann für Überholungen genutzt werden. Gleis 4 und 5 sind für die Rodgaubahn vorgesehen und schwenken schon im Bahnsteigbereich nach Norden ab.
Zwischen den beiden Strecken am östlichen Bahnhofskopf führt ein Anschlussgleis ins Industriegebiet von Dieburg. Die Ladegleise östlich des Empfangsgebäudes wurden im Rahmen der Bauarbeiten für die neue Unterführung abgebaut, hier befindet sich heute ein Parkplatz. Von der ehemaligen Strecke nach Reinheim, die am westlichen Bahnhofskopf nach Süden abzweigte, ist heute nicht mehr viel zu erkennen. Auf der Trasse wurde abschnittsweise ein Radweg angelegt.

## Betrieb
Der Bahnhof wird heute ausschließlich von Regionalbahnen bedient. Es verkehren 80 Regionalzüge (zwei RB-Linien) und 40 Busse (fünf Linien) pro Werktag.

### Bahn
| Linie | Verlauf | Takt |
| ----- | --- | --- |
| RB 61 | Dreieichbahn: Frankfurt (Main) Hbf / Frankfurt (Main) Süd (HVZ) / (Neu Isenburg –) (stündlich) Dreieich-Buchschlag – Dreieich-Sprendlingen – Dreieich-Weibelfeld – Dreieich-Dreieichenhain – Dreieich-Götzenhain – Dreieich-Offenthal – Rödermark-Urberach – Rödermark Ober-Roden – Eppertshausen – Münster (b Dieburg) – Dieburg Stand: Fahrplanwechsel Dezember 2021                                                      | 60 min 30 min (Dreieich-Buchschlag–Ober-Roden wochentags)                                                      |
| RB 75 | Rhein-Main-Bahn: Wiesbaden Hbf – Mainz Hbf – Mainz Römisches Theater – (Mainz-Gustavsburg –) (stündlich) Mainz-Bischofsheim – Nauheim (b Groß Gerau) – Groß Gerau – Klein-Gerau – Weiterstadt – Darmstadt Hbf – Darmstadt Nord – Darmstadt-Kranichstein – Messel – Dieburg – Altheim (Hess) – Hergershausen – Babenhausen (Hess) – Stockstadt (Main) – Mainaschaff – Aschaffenburg Hbf Stand: Fahrplanwechsel Dezember 2021 | 25/35 min (wochentags) 25/35 min (Wiesb.–Darmstadt sa) 60 min (Darmstadt–Aschaffenb. sa) 60 min (so/feiertags) |

Die zahlreichen Güterzüge fahren ohne Halt durch.

### Bus
| Linie | Verlauf                                                                                          | Takt                                        |
| ----- | ------------------------------------------------------------------------------------------------ | ------------------------------------------- |
| 671   | Darmstadt Hauptbahnhof – Dieburg Schlossgarten – (Dieburg Bahnhof) – Groß-Umstadt Pfälzer Schloß | Abfahrten um 4:36 und 5:06 (Nur Werktags)   |
| 672   | Dieburg Bahnhof – Roßdorf – Darmstadt Hbf                                                        | 60 min (Mo.–So.)                            |
| 679   | Reinheim Bahnhof – Dieburg Bahnhof – Rödermark Ober-Roden Bahnhof                                | 30 min (Werktags) 120 min (Sa/So/Feiertage) |
| GU2   | Dieburg Bahnhof – Semd – Groß-Umstadt – Dorndiel – Mömlingen Gh. z. schönen Aussicht             | 60 min (Werktags) 120 min (Sa/So/Feiertage) |
| MD    | Dieburg Bahnhof – Dieburg Dammweg – Münster Hallenbad – Münster Schule auf der Aue               | 60 min (Werktags)                           |

Stand: Dezember 2024